# Théra (regionální jednotka)
Théra (řecky: Περιφερειακή ενότητα Θήρας) je jednou ze 13 regionálních jednotek kraje Jižní Egeis v Řecku. Zahrnuje území obydlených ostrovů Anafi, Folegandros, Ios, Sikinos, Théra, Thirasia a menších okolních neobydlených ostrovů v souostroví Kyklady. Hlavním městem je Fira. Břehy omývá Egejské moře.

## Administrativní dělení
Regionální jednotka Théra se od 1. ledna 2011 člení na 5 obcí, které odpovídají hlavním obydleným ostrovům:

Poloha ostrovů Théra (1), Anafi (2), Folegandros (3), Ios (4), Sikinos (5)

| číslo na mapce | Obec        | řecky             | rozloha (km²) | počet obyvatel | hustota zalidnění | sídlo obce  |
| -------------- | ----------- | ----------------- | ------------- | -------------- | ----------------- | ----------- |
| 1              | Théra       | Δήμος Θήρας       | 90,69         | 15 550         | 171,46            | Fira        |
| 2              | Anafi       | Δήμος Ανάφης      | 38,00         | 271            | 7,13              | Anafi       |
| 3              | Folegandros | Δήμος Φολεγάνδρου | 32,00         | 765            | 23,91             | Folegandros |
| 4              | Ios         | Δήμος Ιητών       | 111,00        | 2 024          | 18,23             | Ios         |
| 5              | Sikinos     | Δήμος Σικίνου     | 41,00         | 273            | 6,66              | Sikinos     |